# 크로메르지시구

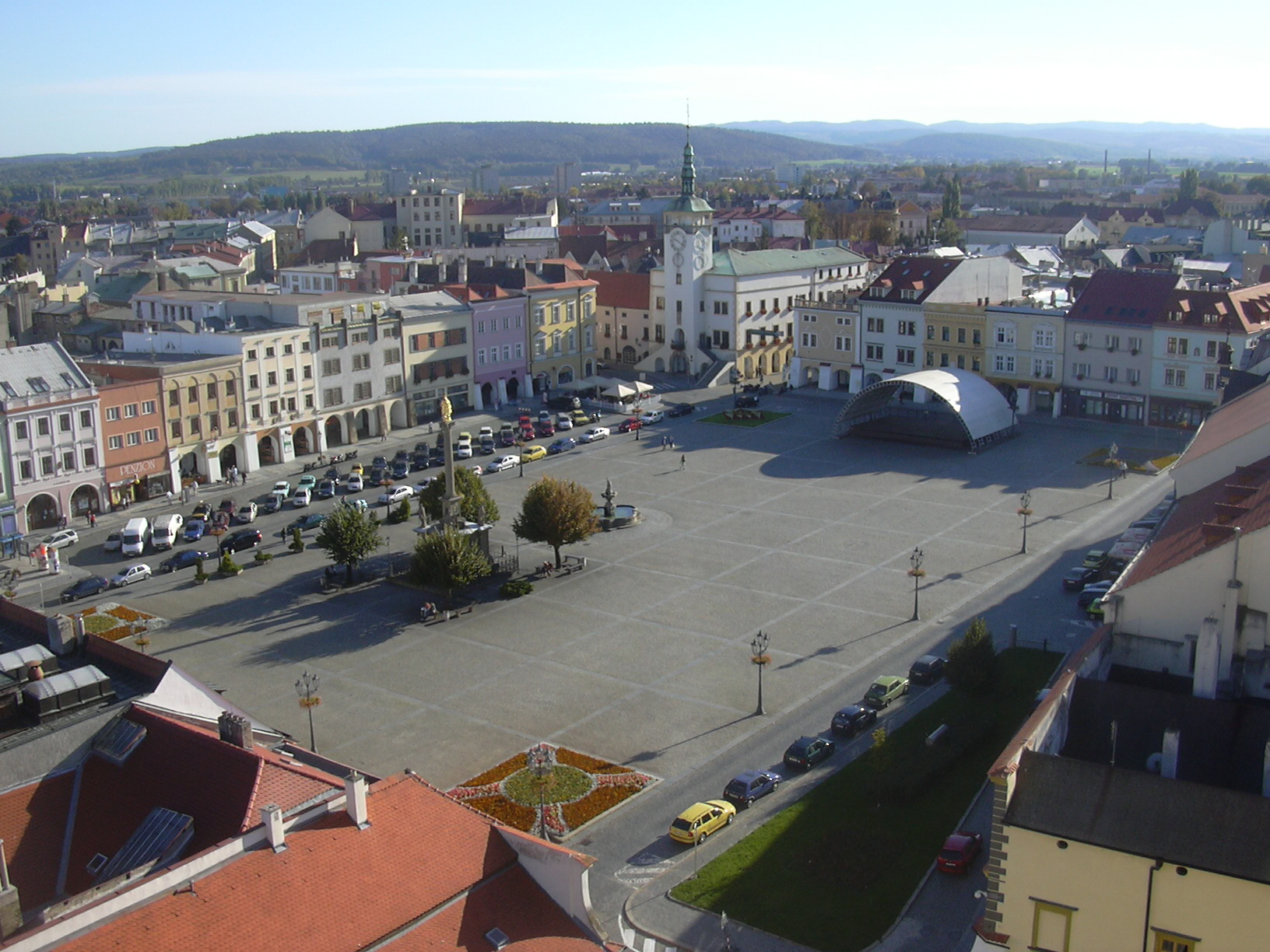
크로메르지시구의 행정 중심지인 크로메르지시

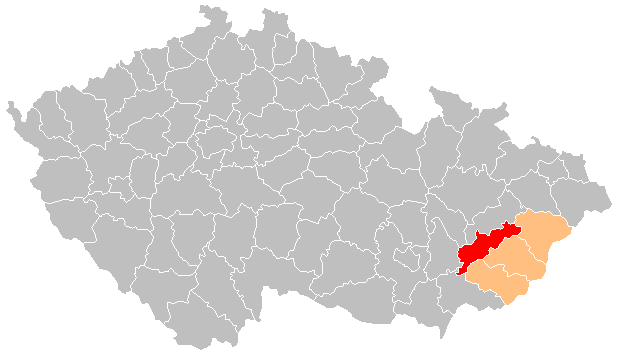
크로메르지시구의 위치

크로메르지시구(체코어: Okres Kroměříž)는 체코 즐린주를 구성하는 4개 구 가운데 하나로 행정 중심지는 크로메르지시이며 면적은 795.67km2, 인구는 105,572명(2019년 1월 1일 기준), 인구 밀도는 130명/km2이다.
즐린주 서부에 위치하며 79개 지방 자치체(8개 시, 71개 마을)를 관할한다. 즐린주 브세틴구, 즐린구, 우헤르스케흐라디슈테구, 남모라바주 호도닌구, 비슈코프구, 올로모우츠주 프로스테요프구, 프르제로프구와 접한다.